# Longinus de Cardala
Longinus de Cardala (mort en 497) est un Isaurien, natif de Cardala et dignitaire byzantin à la fin du Ve siècle.

## Biographie
Longinus de Cardala voit le jour en Isaurie, région d'Asie Mineure réputée pour sa population aux qualités martiales mais aussi souvent contestataire. Or, dans les dernières décennies du Ve siècle, les Isauriens dominent la cour impériale à une époque où les Byzantins cherchent à se débarrasser de l'influence trop prégnante des Germains. Cette tendance culmine avec l'accession au trône de Zénon, qui s'entoure de nombreux Isauriens, dont Longinus de Cardala, décrit comme particulièrement riche par Jean d'Antioche.
Il est connu comme magister officiorum à la fin de l'année 484, après avoir participé à la répression de la sédition d'Illus et Léonce. Il détient cette haute fonction jusqu'à la mort de Zénon en 491. Or, son successeur, Anastase Ier, se détourne rapidement des Isauriens, qu'il veut expulser de la cour, ce qui entraîne leur révolte. Longinus devient alors un des chefs de file de celle-ci. Il est alors parfois confondu avec Longinus, le frère de Zénon et prétendant au trône. Il se replie en Isaurie où il mène la contestation avec d'autres Isauriens comme Lilingis mais ils subissent une lourde défaite à Cotyaeum en 492. Si Lilingis est tué, Longinus de Cardala parvient à se réfugier en Isaurie où il mène une guérilla durant plusieurs années. Après avoir été coupé de la mer Méditerranée, la contestation s'essouffle face aux assauts des forces loyalistes, menées par Jean le Scythe et Jean le Bossu. Finalement, il est capturé en 497 et décapité, ce qui met un terme à la guerre d'Isaurie.

## Sources
- (de) Christoph Begass, Die Senatsaristokratie des oströmischen Reiches, ca. 457-518, Munich, 2018 (ISBN 978-3-406-71632-4)
- (en) Martindale, Jones et Morris, The Prosopography of the Later Roman Empire- Volume II, AD 395–527, Cambridge University Press, 1980, 1342 p. (ISBN 978-0-521-20159-9, lire en ligne).
- Vincent Puech, « Élites urbaines et élites impériales sous Zénon (474-491) et Anastase (474-518) », Topoi, vol. 15/1,‎ 2007, p. 379-396 (lire en ligne).
- Vincent Puech, Les élites de cour de Constantinople (450-610), Ausonius éditions, coll. « Scripta Antiqua 155 », 2022